# Santuario della Madonna di Dinnammare
Il santuario della Madonna di Dinnammare sorge sulla cima dell'omonimo monte, alto 1127 metri, che fa parte della catena dei monti Peloritani. Il nome Dinnammare deriverebbe dal termine latino "bimaris", poiché dalla sua vetta è possibile godere della visuale dei due mari, lo Jonio e il Tirreno. Altri studi attribuisco il suo significato come prettamente arabo, derivante infatti da Dinammar composto da din (in arabo ‘religione’, ma anche ‘ricompensa, retribuzione’) unito a un nome proprio, ‘Ammar, nome frequente nei documenti medievali, l’antico proprietario di quei luoghi quindi ‘(terreno dato) in ricompensa ad ‘Ammar’. Dal piazzale della chiesa si può ammirare la città di Messina in tutta la sua grandezza e lo stretto nella sua maestosità. Volgendo lo sguardo sul versante Tirrenico, è invece possibile osservare la baia di Milazzo e le vulcaniche Eolie.

## Origine del culto
Due sono le leggende che raccontano l'inizio del culto della  Madonna di Dinnammare. Un pastorello di buoi della famiglia Occhino si trovava sul monte e si imbatté in una tavoletta di marmo alta 2 palmi e larga 1 palmo e mezzo. Se la portò a casa ma la mattina seguente non la trovò più dove l'aveva riposta, bensì nel posto dove l'aveva trovata il giorno prima. Questo per ben due volte. Saputo ciò, il parroco del paese volle che la tavoletta venisse custodita in chiesa ma, la mattina seguente, il pastorello Occhino la ritrovò ancora sul monte. Era troppo manifesto che la Madonna volesse stare lassù e così, ad Essa gli abitanti di Larderia eressero una chiesetta.

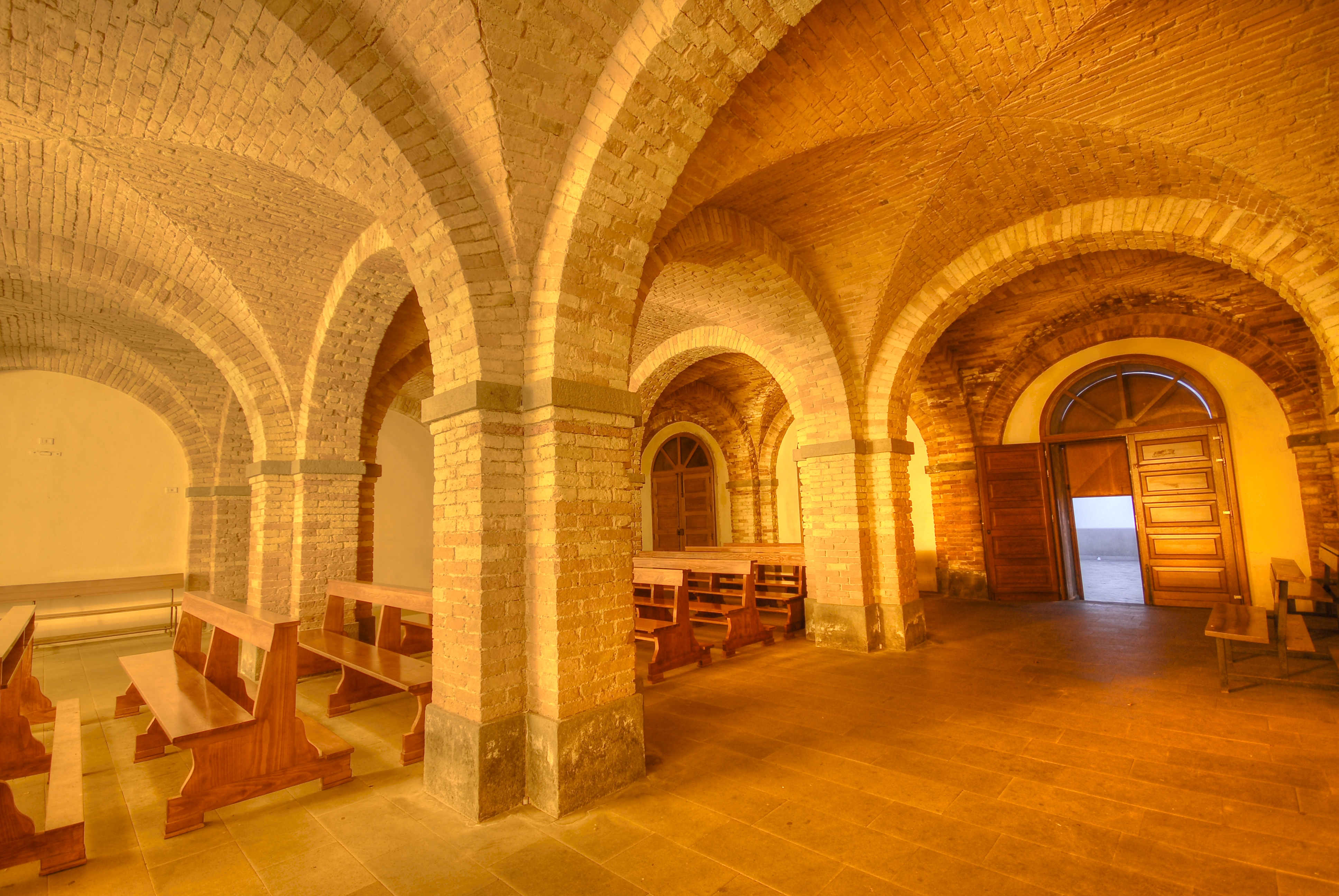
Interno del santuario

Un'altra leggenda racconta che la sacra Icona venisse dal mare portata sulla schiena da due mostri marini che la deposero nel tratto di spiaggia di fronte al monte. I pescatori che lì si trovavano, la adorarono per diversi giorni ed un gruppo ampio di pellegrini fece visita alla santa Icona tantoché la spiaggia diventò un santuario. Successivamente gli stessi pescatori La portarono sulla vetta del monte dove sorge la chiesetta.

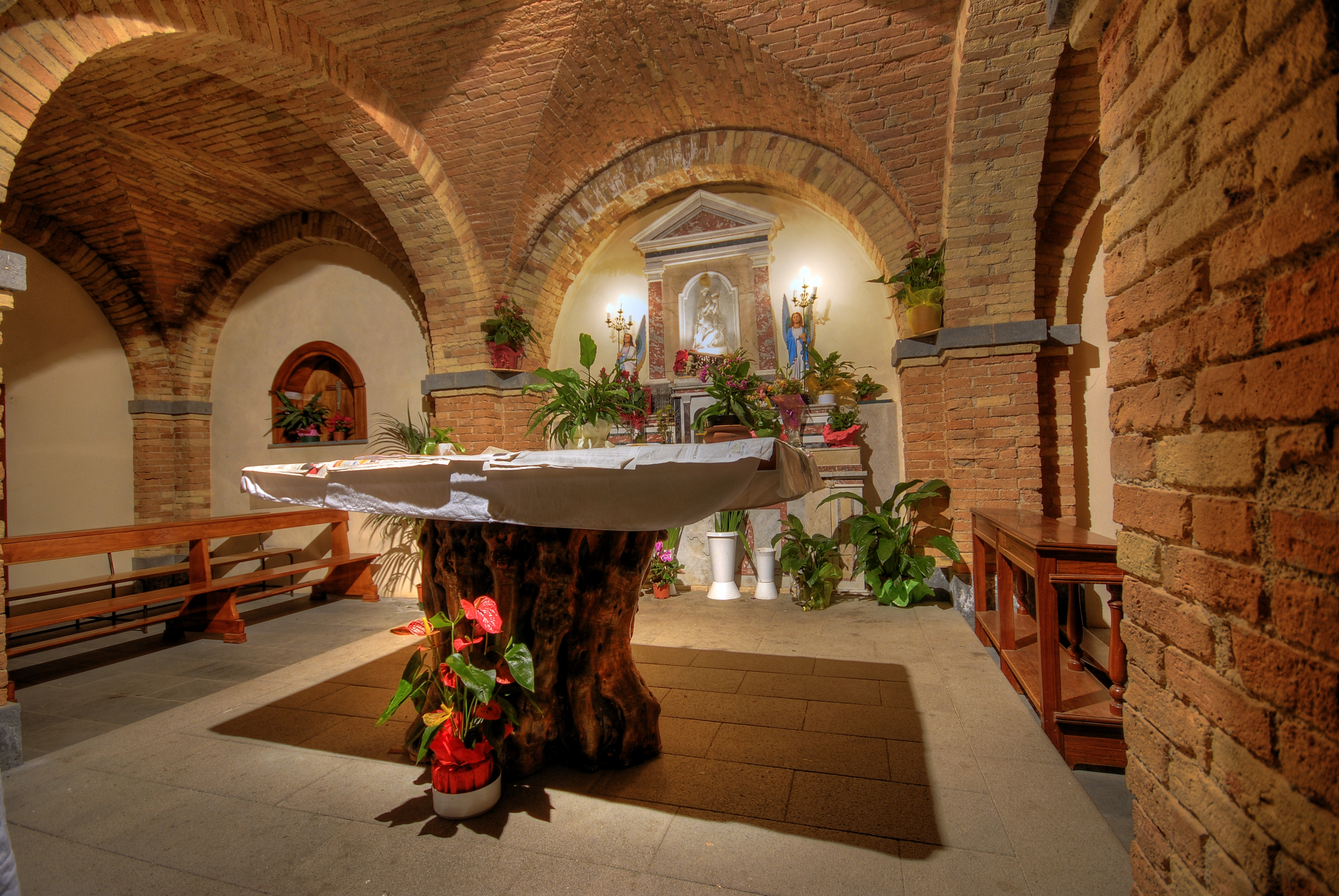
L'altare della chiesa di Dinnammare

## Tradizioni
A Larderia, dal 3 al 5 agosto si svolgono i festeggiamenti in onore della Madonna di Dinnammare, patrona del paese, con in finale l'ingresso tra le navate della chiesa di San Giovanni nella serata del 5. La notte tra il 3 ed il 4 agosto l'icona viene portata presso il santuario sul monte omonimo e lì viene venerata sino al pomeriggio del giorno, dopo quando fa ritorno al paese di Larderia che lo custodisce per tutto l'anno.